# Annalena Sturm
Annalena Sturm ist eine deutsche Ju-Jutsu-Sportlerin.

## Werdegang
AnnalenaSturm ist Mitglied des FZC Blau-Weiß Philippsburg e. V.
Sie gehörte dem A-Kader der deutschen Nationalmannschaft an und kämpfte im Einzel, im Duo und im Team. Sie nahm an den World Games 2017 für nichtolympische Sportarten im Juli 2017 in Breslau teil. Mit ihrer Partnerin Blanka Birn gewann sie dabei im Duo eine Bronzemedaille. Im Mixed-Team gewann sie eine Goldmedaille.
Für diese sportlichen Leistungen wurde sie am 13. Oktober 2017 von Bundespräsident Steinmeier mit dem Silbernen Lorbeerblatt ausgezeichnet.